# Гірнича школа Парижа
Гірнича Школа Парижа (фр. École des Mines de Paris) — вища школа для підготовки інженерів, що знаходиться в підпорядкуванні Міністерства промисловості, основним завданням якої є підготовка еліти інженерів для промисловості, особливо, в галузі енергетики та добувної промисловості. Входить до складу Інституту Mines-Télécom. Є членом Conférence des grandes écoles, Groupe des écoles des mines і з 2012 року — Центру досліджень і вищої освіти Paris Sciences et Lettres — Quartier latin.

## Історія
Гірнича Школа Парижа веде свою історію від 1778 року, коли при фр. Hotel des Monnaies (Монетний двір) король Луї XVI вирішив ввести посаду голови мінералогії і металургії. Це поклало початок Школи гірничої промисловості, яка відкрилася п'ять років потому (1783) і була влаштована на кшталт шкіл з будівництва доріг і мостів, які діяли в Парижі з 1747 року і мали великий успіх.
Перший керівник Гірничої школи — Балтазаром Саж, член Королівської Академії наук.
У 1802 Перший Консул — Наполеон Бонапарт, розділив Гірничу школу на дві установи: Geislautern — відділення по вивченню заліза і вугілля, та Peisey Nancroix — відділення по вивченню міді, срібла і джерел високої енергії. З 1816 і до сьогодні Гірнича школа Парижа перебуває в Hotel de Vendome.

## Сучасність
Декілька науково-дослідних лабораторій переміщено в Еврі (1967), Фонтенбло (1969) і Софія Антиполіс (район Ніцци) (1976).
Сьогодні Гірнича школа Парижа вивчає, розвиває і викладає широкий діапазон наук для гірничих інженерів, включаючи економічні і соціальні науки. Працює аспірантура.